# Cruria timorica
Cruria timorica är en fjärilsart som beskrevs av Jordan 1912. Cruria timorica ingår i släktet Cruria och familjen nattflyn. Inga underarter finns listade i Catalogue of Life.